# Національний академічний духовий оркестр України
Національний Академічний духовий оркестр України — музичний колектив в Україні. Заснований 1979 року за ініціативи Спілки композиторів України рішенням Уряду України (постанова Ради Міністрів УРСР № 488 від 12 жовтня 1979 року «Про стан та заходи по дальшому поліпшенню концертного обслуговування населення республіки»). Колектив донині лишається єдиним в Україні цивільним духовим оркестром такого рівня і статусу.
Оркестром керували: Василь Охріменко (1979—1989), Андрій Кирпань (1990—1994), Леонід Тихонов (1994—1996), Георгій Шаповал (1996—1998), Ніку Міцней (1998—1999), Юрій Никоненко (1999—2000), Олексій Рощак (2001—2013), Михайло Мороз (з 2013).
У 2004 році Державному духовому оркестру було надано статус академічного, у 2008 — національного.